# Зелёный Цезарь
«Зелёный Цезарь» (нем. Grüner Caesar) — античный бюст римского государственного деятеля и полководца Гая Юлия Цезаря (100 год до н. э. — 44 года до н. э.), выполненный из зелёного сланца, из берлинского Античного собрания. Демонстрируется в экспозиции Старого музея.

## История и описание
Бюст имеет в высоту 41 сантиметр, больше натуральной величины. Мраморные вставки в глазах скульптуры и небольшой пьедестал являются позднейшими дополнениями.
В римской традиции не было принято идеализировать портретируемого, напротив, скульптор старался передать природные черты. Поэтому лицо изображённого обладает яркой индивидуальностью.
Из прижизненных портретов Цезаря до нас дошли лишь изображения на монетах, все известные скульптурные портреты были созданы после его смерти. Данный бюст также, скорее всего, выполнен в начале имперского периода в первом веке нашей эры, хотя некоторые специалисты допускают более раннюю датировку — первый век до нашей эры.
Место создания бюста, вероятно, Египет. По крайней мере зелёный сланец, из которого сделан бюст, происходит из Верхнего Египта. На египетское происхождение указывает и то, что волосы Цезаря гравированные, а не объёмные, как было принято в Риме.
После создания бюст находился в Риме и после периода забвения был вновь открыт там. В 1767 году он был приобретен в Париже в составе коллекции Жульена для короля Пруссии Фридриха Второго. Сегодня он выставлен в берлинском Старом музее, рядом с бюстом Клеопатры, царицы Египта, с которой Гая Юлия Цезаря связывали непростые отношения.